# خوسيه سيزار فيريرا
خوسيه سيزار فيريرا (10 أبريل 1916 في البرتغال - ) هو لاعب كرة قدم برتغالي في مركز الوسط. لعب مع نادي بنفيكا.